# 神田感応寺
神田感應寺（かんだかんのうじ）は、東京都台東区谷中六丁目にある日蓮宗の寺院である。山号を光照山と号する。区内には感応寺が3つあったため、「神田感應寺」と称して区別する。渋江抽斎や平木白星の墓がある。池上中道不二庵法類 堺感應寺法縁 縁頭寺。

## 歴史
慶長元年（1596年）、日感（真間弘法寺10世）を開山に森織部義安の開基で神田（現在の千代田区）に創建する。明暦3年1月18日（1657年3月2日）に発生した明暦の大火後の江戸拡張で現在地に移転するが、天和3年（1683年）・宝永2年（1705年）・明和9年（1772年）・寛政12年（1800年）にそれぞれ火災で焼失している。

## 境内
- 本堂

## 歴代
- 日感

## 交通アクセス
- 千代田線根津駅1番出口より徒歩約9分（経路案内）。
- 千代田線千駄木駅1番出口より徒歩約10分（経路案内）。

## 関連資料
- 『御府内寺社備考』